# 14338 Shibakoukan
14338 Shibakoukan è un asteroide della fascia principale esterna. Scoperto nel 1982, presenta un'orbita caratterizzata da un semiasse maggiore pari a 2,941981 UA e da un'eccentricità di 0,058040, inclinata di 13,574546° rispetto all'eclittica. Ha un diametro di 8,744 km e un'albedo di 0,253.
Fa parte della famiglia di asteroidi San Marcello.
È dedicato a Shiba Kōkan, pittore ed incisore giapponese della fine del XVIII secolo - inizio del XIX secolo.